# Казибекова, Дайана Бейбитовна
Дайана Бейбитовна Казибекова (родилась 12 августа 1999 года в Алма-Ате) — казахская регбистка, игрок клуба «Зилант». Мастер спорта Республики Казахстан.

## Биография
До 15 лет занималась водным поло. Её брат начал заниматься регби, когда в школу Дайаны пришёл регбийный тренер, однако в регби девушку долго не отпускали родители. Первый тренер — Ольга Борисовна Рудой, последующие тренеры — Анна Александровна Яковлева и Нурлан Жусупович Балбараков. На протяжении 8 лет Дайана играла в алма-атинском клубе «Азияспорт», привлекалась в состав сборной Казахстана. Также работала судьёй на матчах.
В составе женской сборной Казахстана была участницей финального раунда отборочного турнира к чемпионату мира 2021 года. Стала серебряным призёром чемпионата Азии 2023 года. В финале турнира казахская команда проиграла всухую Японии 0:72, а Дайана была удалена на 10 минут на 29-й минуте игры. В том же году была включена в заявку сборной на розыгрыш международного турнира WXV в третьем дивизионе: в частности, она была заявлена на матч против Кении, в котором Казахстан победил 18:12.
В составе сборной Казахстана по регби-7 Дайана была участницей финального этапа отбора на Олимпиаду в Токио, прошедшего в Монако 19—20 июня 2021 года. Казахстан дошёл до финального раунда, в котором разыгрывалась путёвка в Токио, но проиграл россиянкам со счётом 0:38. В 2022 году Дайана участвовала в турнире в Амстердаме (Amsterdam Sevens), который казахские спортсменки выиграли.
Дайана успела провести серию матчей за казанский клуб «Зилант» в 2024 году, хотя ещё в 2023 году она привлекалась в команду города Казань в рамках первенства Татарстана по регби-7 в 2023 году, заняв с командой 4-е место. В сезоне 2023/2024 Дайана выступала за казанский «Зилант» в нескольких турах Чемпионата России по регби-7. В девяти матчах набрала 21 очко (три попытки и три реализации). В 2024 году провела один матч в Кубке России по регби-7 за сборную Татарстана и набрала два очка за счёт реализации.
21 ноября 2024 года она официально была представлена в качестве нового игрока клуба «Зилант».